# For-l'Évêque
Pour les articles homonymes, voir l’Évêque.
Le For-l'Évêque, parfois écrit à tort Fort l'Évêque, situé à l'emplacement de l'actuel no 19 rue Saint-Germain-l'Auxerrois, était la prison des évêques de Paris de 1222 à 1674 puis une des prisons royales de 1674 à 1781 peu avant sa démolition en 1783.

## Emplacement
La prison était située entre l'actuel no 19 de la rue Saint-Germain-L'Auxerrois et le no 16 du quai de la Mégisserie. Elle était très exigüe car elle n'avait que 35 mètres de profondeur sur 9 mètres de façade rue Saint-Germain-L'Auxerrois et moins sur le quai.

## Origines
« For-l’Évêque » vient de Forum Episcopi : « place, enclos, tribunal de l’évêque », mot qui désignait souvent une juridiction ecclésiastique car celle-ci relevait, à l’origine, de la juridiction épiscopale. Lorsque celle-ci fut supprimée en 1674, le For-l’Évêque devint une prison royale où on enferma principalement les prisonniers pour dettes et les comédiens qui avaient manqué au public ou désobéi à l’autorité.
Situé dans la rue Saint-Germain-l’Auxerrois, le « For-l’Évêque » était, primitivement, le siège de la juridiction de l’évêque de Paris (forum episcopi) lorsque les évêques de Paris et le chapitre métropolitain de cette ville exerçaient, sur les terres alentour appelées Tudella qui leur auraient appartenu, le droit de haute et basse justice selon un droit qu’ils avouaient n’être écrit nulle part, mais résulter de la tradition et de l’usage immémorial des temps.

## La prison épiscopale
Lorsque l’évêque Maurice de Sully fit construire le palais épiscopal en 1161, il n’oublia pas les édifices nécessaires à sa juridiction temporelle. Il fit bâtir une haute tour pour contenir les cloches au-dessus d’une double chapelle, et les étages voûtés de cette tour devinrent des prisons ecclésiastiques.
L’évêque Guillaume de Seigneley, à partir de 1222, jeta les fondements d’un château qui devait contenir les logements de son prévôt, les salles de justice, les prisons et les cachots de ses justiciables, dans l’espace contenu entre la rue Saint-Germain-l’Auxerrois et le quai de la Misère, aujourd’hui le quai de la Mégisserie. Seigneley mort le 23 novembre 1223, son successeur Barthélemy III termina son œuvre.
Construit sur l’emplacement de la maison qui porta le no 65 de la rue Saint-Germain-l’Auxerrois, la porte principale de ce château qui s’étendait jusque sur les bords de la Seine, était sur la rue. « On y voyait, a écrit Lebeuf, au-dessus, en relief, un évêque et un roi en face, agenouillés devant une Notre-Dame, symbole du traité passé entre Philippe-Auguste et l’évêque de Paris. Les armes de France sont à fleurs de lys sans nombre, traversées d’une crosse droite ; à l’autre coin sont, en relief, un juge en robe et en capuchon, des assesseurs, et un greffier vêtu comme un homme d’église. » 
Malgré le traité de 1222 entre le roi et l'évêque concernant les limites territoriales de leurs juridictions, la justice ecclésiastique étant plus clémente, la justice royale était régulièrement évitée par les justiciables. Lorsque l’évêché de Paris fut érigé, le 20 octobre 1622, en archevêché en faveur de Jean-Français de Gondi, le nouvel archevêque n'en vit pas autant ses pouvoirs de justice augmentés, d'autant que le cardinal Richelieu ne l'aurait accepté.
À la mort de Richelieu et aux troubles de la Fronde qui s’ensuivirent, l’archevêque profita de cette occasion pour étendre de nouveau son pouvoir temporel en faisant démolir et reconstruire en grande partie, en 1652, son For-l’Évêque, dans les prévisions de la nouvelle puissance qu’il espérait.

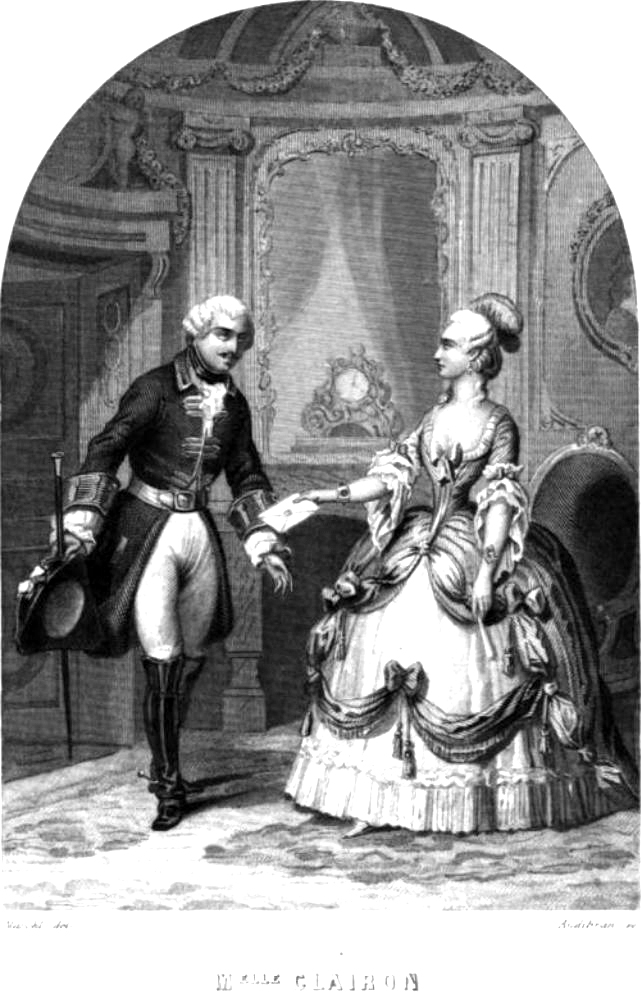
Mademoiselle Clairon conduite au For-l’Évêque.

## Le coup de force de Louis XIV
L’absolutisme du règne de Louis XIV, ne pouvant souffrir une juridiction égale en autorité à la sienne au milieu de Paris, allait marquer la fin de cette justice rivale. Il attendit la mort de l’archevêque de Paris, Péréfixe de Beaumont (1606-1671), qui était son ancien précepteur, pour supprimer purement et simplement, par un édit de février 1674, la juridiction épiscopale et la réunir au Châtelet. Il s’empara en même temps du For-l’Évêque, qu’il déclara dès ce jour une prison séculière. La vigoureuse protestation de l’archevêque et du chapitre métropolitain força Louis XIV à accorder des concessions à l’archevêque qui vit augmenter ses dignités, ses revenus et ses domaines. Le prévôt de l’archevêché pouvait continuer de siéger dans cette tour, au-dessous de laquelle existaient toujours les profonds cachots qui servant aux prisons ecclésiastiques, ne furent comblés qu’en 1793 lors de la démolition de la tour.
Entre 1650 et 1675, le célèbre marchand d'estampes Jacques Lagniet y possédait sa boutique.

## La prison royale
En 1720, compromis dans l'assassinat d'un garçon tanneur tué au « cabaret de la Grande-Pinte », Cartouche y est enfermé. Le 2 mars 1721, il s'évade, est repris le 15 octobre 1721 et enfermé à la Conciergerie puis au Grand Châtelet avant d'être roué vif en place de Grève,.
Les « clients » habituels du For-l'Évêque sont les comédiens. Le célèbre Lekain y est envoyé à plusieurs reprises, tantôt pour s’être absenté sans permission, tantôt pour être resté à Ferney, chez Voltaire, un jour de plus que son congé ne l'y autorisait. Le patriarche eut beau solliciter son ami le maréchal de Richelieu, le noble duc lui répondit : « Si Lekain n’est pas à Paris le 4, il sera mis en prison ». Et de fait, Lekain n'étant arrivé que le 5, c'est au For-l'Évêque qu'il descendit. L'affluence était si grande au For-l'Évêque que, le même Lekain y ayant été envoyé en 1756, on l’enferma, faute de pièce convenable à lui donner, dans un cachot étroit et malsain. On ne le transféra à l’Abbaye que sur les réclamations de ses amis. Quant à La Noue, le mémoire qu’il se permit d’écrire pour défendre le droit de ses camarades à faire des changements dans leur salle après que le duc de Richelieu eut fait abattre de petites loges qu’ils avaient fait construire, sans sa permission, dans l’enfoncement de la première coulisse de chaque côté du théâtre, lui coûta dix-sept jours d’emprisonnement au For-l’Évêque.
En 1735, à la reprise solennelle de l’opéra de Jephté, qui avait attiré au théâtre la plus brillante et la plus nombreuse assistance, Mademoiselle Lemaure, qui jouait le rôle d’Iphise, abandonna la scène au beau milieu de la représentation pour s’en aller souper en ville. Le ministre de la maison du roi Maurepas, qui se trouvait au théâtre, voyant le spectacle interrompu et en apprenant la cause, délivra aussitôt contre la comédienne une lettre de cachet avec ordre de la mettre sur l’heure à exécution. C’est l’intendant de la généralité de Paris, Louis Achille de Harlay, chez lequel la cantatrice devait souper, qui l’accompagna jusqu’à la prison en grande cérémonie.
En 1762, la Comédie-Française dut, un jour, rendre son argent au public, parce qu’une actrice qu’on ne pouvait suppléer, venait de tomber malade. Cette actrice indisposée qui était Mlle Dubois fut envoyée au For-l’Évêque et, de plus, condamnée à payer les frais et le profit de la représentation. Élie Fréron, qui y avait été enfermé à plusieurs reprises, fut condamné à y séjourner, en 1765, après avoir insulté Mademoiselle Clairon dans L'Année littéraire mais il parvint à faire jouer des protections et ce fut celle-ci qui, avec Molé, Lekain et autres acteurs célèbres furent conduits au For-l’Évêque pour avoir refusé de jouer dans Le Siège de Calais avec le comédien Dubois qu’ils accusaient d’actes honteux.
C’est emprisonné au For-l’Évêque que Beaumarchais écrivit sa célèbre lettre à Gudin de La Brenellerie : « Cher Gudin, En vertu d’une lettre sans cachet, appelée lettre de cachet, je suis logé au For-l’Évêque où l’on me fait espérer que, hors le nécessaire, je ne manquerai de rien. Qu’y faire ? Partout où il y a des hommes, il se passe des choses odieuses, et le grand tort d’avoir raison est toujours un crime… ».
En 1781, Mlle Laguerre, cantatrice à l'opéra, ivre au point de soulager son estomac sur scène au cours d'une représentation d'Iphigénie en Aulide, est sa dernière prisonnière notable avant la fermeture.
Lorsque Necker fut nommé ministre, il s’appliqua, entre autres choses, à connaître l’état des prisons. Ayant visité le For-l’Évêque et le petit Châtelet, il s’était convaincu surtout que la première prison, construite pour renfermer des criminels, était trop incommode et trop cruelle pour les prisonniers qu’on y mettait le plus ordinairement et qui étaient des détenus pour dettes ou des comédiens. Le For-l’Évêque était, outre cela, malsain et humide. Sur un rapport dans lequel il signalait tous ces inconvénients, Louis XVI rendit une ordonnance, en date du 30 août 1780, par laquelle il supprimait les prisons du For-l’Évêque et du petit Châtelet, et ordonnait le transfert des prisonniers à l’hôtel de la Force, qu’il venait de faire disposer le plus commodément possible pour sa nouvelle destination.
Ayant cessé de recevoir des prisonniers, le For-l’Évêque resta encore quelques années sans destination spéciale, avant sa démolition en 1783. Son terrain est vendu à des particuliers et remplacé par un immeuble lui-même démoli en 1838. La construction actuelle à cet emplacement date de 1862.

## Sources
- Jacques Hillairet, Gibets, piloris et cachots du Vieux Paris. Chapitre huit : Le For-l'Évêque, Paris, éditions de Minuit, 1956, 338 p.